# Zvonice a radnice v Lille
Zvonice a radnice v Lille (francouzsky: Beffroi de l'Hôtel de ville de Lille a Hôtel de ville de Lille) byly postaveny mezi lety 1924 a 1932 po zničení původních staveb za první světové války. Jako komplex jsou radniční budova s věží zapsány na seznamu světového dědictví UNESCO jako součást systému belgických a francouzských zvonic.

## Historie vzniku
Předchozí radnice zanikla v roce 1916 při požáru. Po konci první světové války tedy metropole potřebovala zničenou budovu nahradit. Na rozdíl od původní stavby, která stála v centru města u paláce Rihour, vyrostla nová radnice v dělnické čtvrti Saint Saveur jako součást projektu proti chudobě prosazovaném tehdejším starostou Gustavem Delorym. Architektem nově vznikající radnice se stal Émile Dubuisson, jehož cílem bylo propojit tradiční městskou zástavbu s moderními prvky. Stavební práce na radnici byly zahájeny roku 1924, základy věže pak pět let poté v roce 1929. Celý komplex byl dokončen po dvou letech a veřejnosti se stavba slavnostně otevřela roku 1932.

## Vzhled budovy
Hlavním materiálem komplexu je železobeton, doplněný o cihly a keramická obložení. Stylově se jedná o regionálně typický průnik vlámské renesance s moderními prvky, primárně ve stylu Art Deco. Jeho vliv se projevuje zejména v interiérech, a to použitím kombinace dřeva, mramoru a skla s kovanými detaily. Využití geometrických tvarů je pak znatelné i na exteriéru zvonice, přičemž vnějšek budovy radnice se drží více vlámského vlivu.
Zvonice stojí na čtvercovém půdorysu a dosahuje celkové výšky 104 metrů, čímž si drží prvenství mezi nejvyššími veřejnými městskými budovami ve Francii. První patra sdílí s budovou radnice, nad kterou se tyčí dalších 14 pater věže. Ta jsou obsluhovaná výtahem, pro zájemce ale dostupná i po schodišti (561 schodů). Je současně nejvyšším bodem města, na které poskytuje výhled z krytého belvederu či o několik metrů výš i venkovní terasy.
Na úplném vrcholku věže je maják schopný dosvítit až do vzdálenosti 35 km. Ten kromě letecké dopravy sloužil i k informování obyvatel o obecních shromážděních. Světlomet na vrcholku takto megalomanské stavby byl současně i symbolem statusu a bohatství prosperujícího města. V roce 1950 se pak z vyhlídky na špičce věže stalo první studio regionální televizní stanice Télé-Lille.
Exteriér věže není na první pohled tradičně zdobený, využívající především linií a geometrických tvarů. I přesto nechal Dubuisson na úpatí zvonice vytesat postavy obrů, kteří nad sebou celou budovu nesou. Jedná se o hold místní legendě o vzniku města, podle které vzniklo po krvavém střetnutí dvou obrů Lydérica a Phinearta. Celý příběh je pak vyobrazený na sérii fresek uvnitř hlavní galerie radnice.